# 护国法轮寺

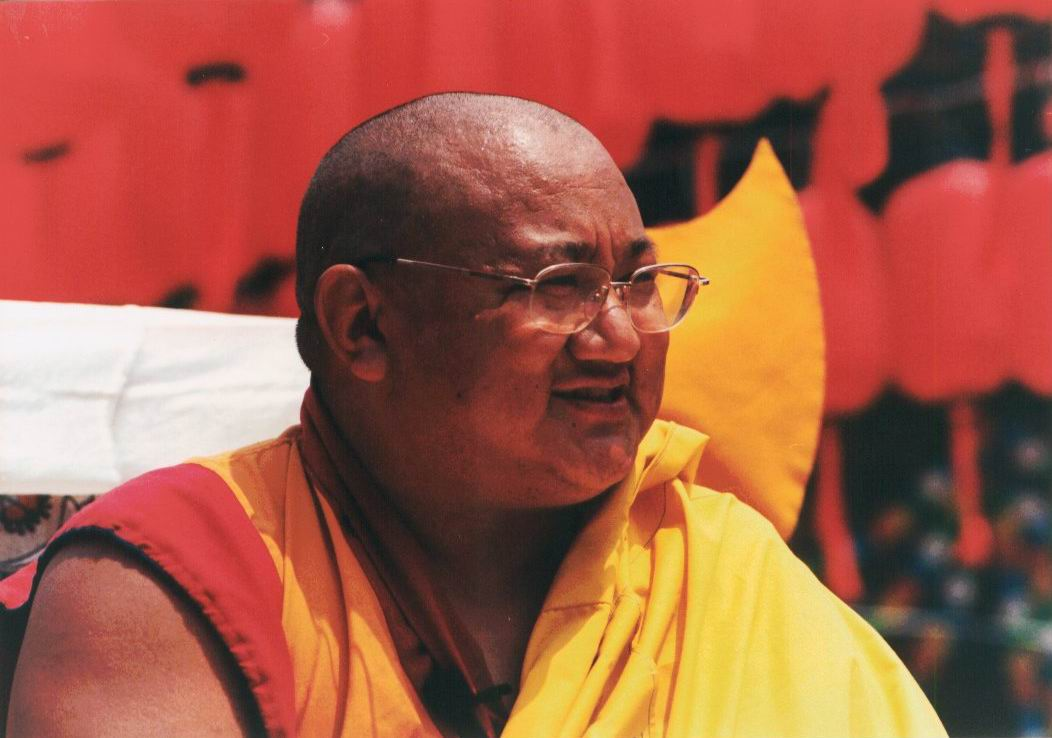
第四世夏坝活佛（圖中人物）自2002年起擔任護國法輪寺法台

护国法轮寺，又稱北塔法輪寺，是位於中国瀋陽的一座藏傳佛教格魯派寺廟，廟内塔院之覆钵式塔乃“盛京四塔”之北塔，亦爲目前四塔寺中保存最爲完好的一座，原為蓮花净土實勝寺之下院。現任法台為第四世夏壩活佛。

## 历史
|                                                      | 北塔法轮寺，在地载门外三里大殿五楹，碑亭二座，东西配殿各三楹，天王殿三楹，钟鼓楼二座，寺北宝塔一座，山门三楹，晾经楼一楹，禅堂僧房二十四间，以上四寺俱。国初时敕建，用喇嘛相地法，每寺建白塔一座，云当一统。相传为具有大学士刚林碑，乾隆八年有御书金镜周圆匾额恭悬正殿，四十三年有御制《题法轮寺》诗，四十八年有御制《法轮寺》诗俱恭载。 |
| ——《钦定四库全书·盛京通志·卷九十七·祠祀·北塔法轮寺》 | |

护国法轮寺始建於1643年（清崇德8年）癸未仲春，1645年（順治2年）落成，為当时盛京东西南北四塔四寺之一，在當時香火最盛。
1778年（乾隆43年），乾隆帝驾临前往法轮寺礼佛，亲书“金镜周圆”匾额，并题诗：
|                      | 圣建四窣堵，斯惟城北隅。欲因示蒙古，讵止事浮图。是日亲瞻相，当年缅创模。法轮演国语，永佑旧京都。 |
| ——乾隆帝《題法輪寺》 |                                                                                                  |

此後直至1829年（道光9年），嘉庆、道光诸帝东巡盛京时，亦多赋诗寄兴。
1905年，寺内部分建筑與經卷法器毁于日俄战争；1911年清朝灭亡，法轮寺失去政府待遇，但仰仗大片田产及丰厚香火仍能维持；1921年起直至中共建政前夕，該寺成爲市民自發寄放貧民棺椁之場所，其間滿洲國官方曾於1937年（康德4年）對其進行修繕。
1949年，中共取得沈阳控制权后，民政部門將原有寄骨火化處理，恢復其部分宗教功能；1959年，法轮寺仅剩下2名喇嘛，无从维持，实胜寺掌印喇嘛白相臣于市民政局签约转交了法轮寺产权，自此法轮寺划归市民政局管辖。接管后，市民政局不久便将残存的钟鼓、楼拆除，大殿内佛像也于文化大革命发生前的60年代初被推倒；1962年，沈阳市人民政府公布法輪寺为沈阳市文物保护单位；文化大革命期間該寺大殿内佛像遭推倒，再度恢復寄骨功能；1975年至1976年，大殿东侧新建六间骨灰堂，部分寺庙建筑被分作市民政局职工住处。1959年至1984年，沈阳市政府共对法轮寺进行三次维修，1980年最后一次维修时，更新了大殿屋顶全部瓦砾，并进行了彩绘装饰。
1984年，时任市长李长春號召“文物大開發”，拔款重修，并于次年在原址修复了东、西配殿，于大殿内重塑了天地佛；1987年10月寺廟正式重新对外开；2002年7月當局將法輪寺恢復為宗教活動場所，禮請第四世夏壩活佛擔任法台；2003年，该寺被列为辽宁省文物保护单位。

## 建筑

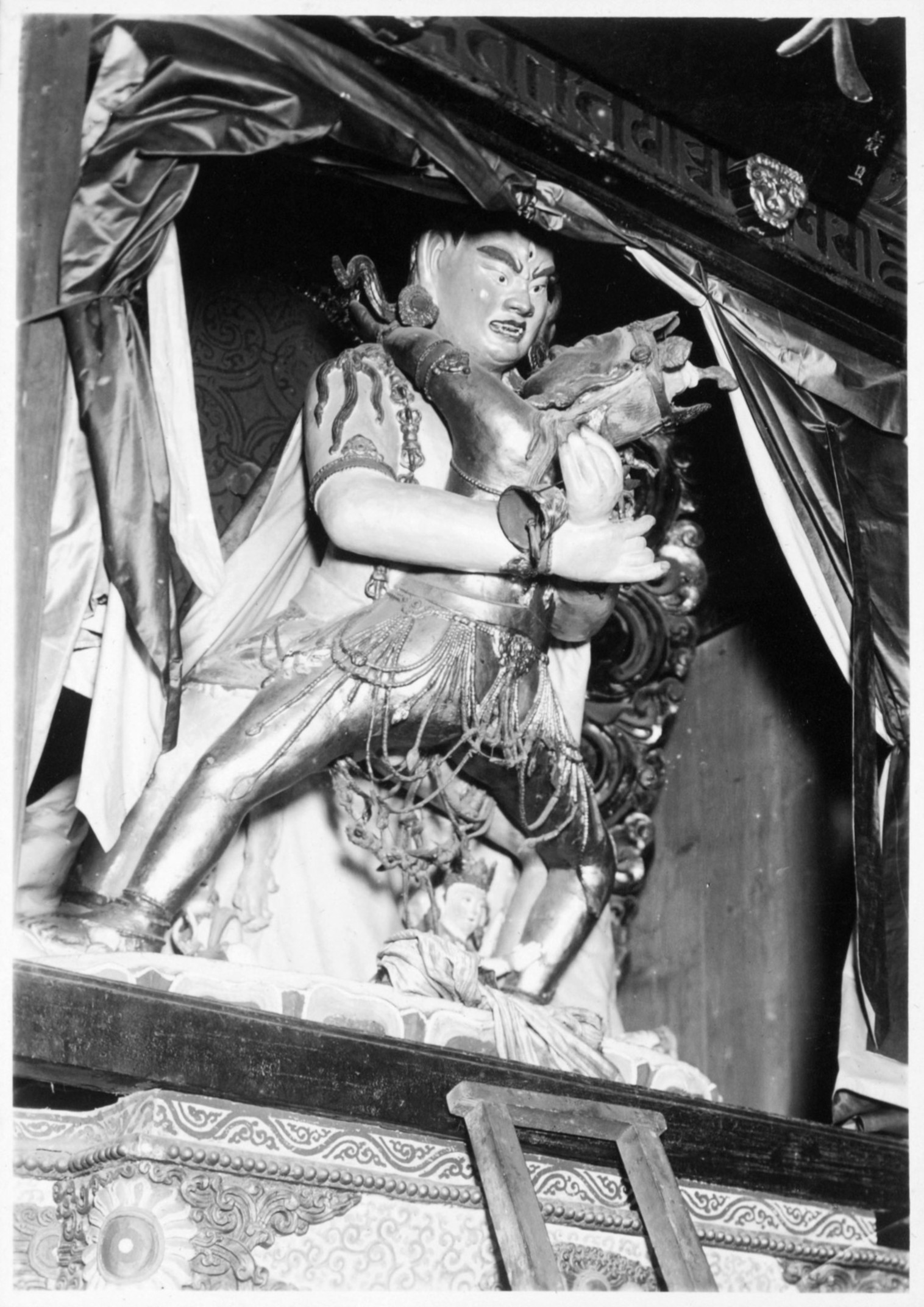
满洲国时期黑龙会拍摄的法轮寺本尊“时轮佛”（俗称“天地佛”）

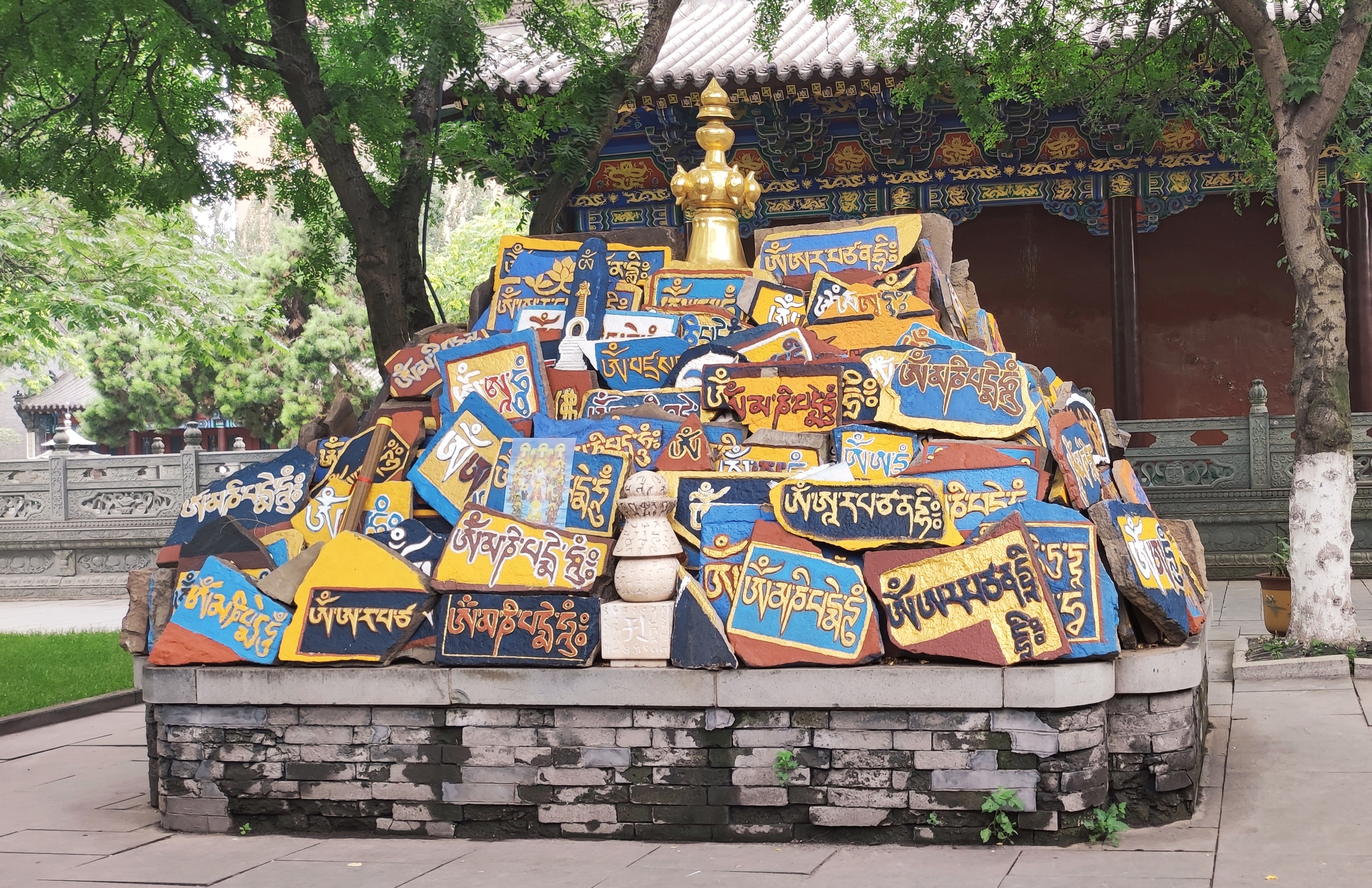
寺内玛尼堆

目前该寺的主要建筑有：
- 山門
山門内外繪有四大天王巨幅唐卡。
- 碑亭兩座
- 往生堂
有匾“狮吼雷震”。
- 寺内流通処及客堂
- 重修功德碑
- 毗沙門殿
- 大雄寶殿
殿内供奉释迦牟尼佛、目犍连、舍利弗师徒三尊及宗喀巴、贾曹杰、克珠杰师徒三尊，还有四臂观音、文殊菩萨、金刚手菩萨。
- 西配殿
匾“無上大悲”。
- 東配殿
有匾“般若智海”，為显宗殿，殿内供奉释迦牟尼佛、八大菩萨、十六罗汉、布袋和尚与法炬近事。
- 天王殿
殿内供奉布袋和尚形象的弥勒菩萨與四大天王、韦驮菩薩。
- 護法殿

殿内供奉格鲁派上士道护法六臂玛哈嘎拉、下士道护法阎罗法王以及吉祥天母，依据汉地民俗开设吉祥天母卦台。
- 玛尼堆
大雄寶殿东侧有一座用刻满佛菩萨心咒的石块堆积而成的“玛尼堆”。
- 北塔塔院
位于寺内东北角，為藏式砖筑覆钵式塔，由塔基、塔身、塔刹组成。塔基四壁各雕有一对雪獅及火焰宝盆。塔身正南面的塔门有十相自在。塔刹采用青铜铸造，周围悬有12只风铎，其上為日、月、火焰宝珠。佛塔四周围绕三十五佛及弥勒佛造像，并设有大礼拜石垫。
- 扎基拉姆殿

## 法事
- 新年祈愿法會
- 清明超度法会
- 清明超度法会
- 浴佛节
- 文殊增慧法会
- 盂兰盆节超度法会
- 大威德金刚护摩
- 天降节
- 甘丹五供节
- 冬季超度法会
- 菩提道次第法会